# Henrich Freyer
Heinrich Freyer (esloveno: Henrik Freyer; 8 de julho de 1802 - 21 de agosto de 1866) foi um botânico, zoólogo, paleontólogo, farmacêutico, cartógrafo e cientista natural carniolano.